# Борбах (приток Рура)
Борбах (нем. Borbach) — река в Германии, протекает по земле Северный Рейн-Вестфалия в черте города Виттен. Правый приток Рура.
Река берёт начало в районе Шнее города Виттен. Течёт в западном направлении через лесопарк. На реке образовано несколько прудов. Борбах впадает в Рур в районе Хоэнштайн.
Общая длина реки составляет 7,3 км, площадь водосборного бассейна — составляет 7,161 км². Высота истока составляет 234 м, высота устья — 88 м.
Речной индекс 2769174. Речная система реки — Рур → Рейн.